# 変光星
変光星（へんこうせい、variable star）は、天体の一種で、明るさ（等級）が変化するもののことである。大まかに爆発型変光星、脈動変光星、回転変光星、激変星、食変光星（食連星）、X線変光星の6種類に分類される。

## 変光星の分類

### 爆発型変光星
恒星の外層や大気の爆発によって変光する星で、変光に規則性が見られない。

### 脈動変光星
星の表層が周期的に膨張・収縮することにより、変光する星。

### 回転変光星
回転変光星 (rotating variable)は、星の表面の明るさの分布が一様でないとき、星の自転に伴って明るさが変化して見える星。りょうけん座α2型（ACV）、りゅう座BY型（BY）、楕円体状変光星 (ellipsoidal variable) (ELL)、かみのけ座FK型（FKCOM）、パルサー（PSR）、連星で反射(R)、おひつじ座SX型（SXARI）の7種類に細分類される。回転変光星の変光範囲は小さいものが多いので、眼視観測には適さない。

### 激変星
突発的に増光する星で、新星（N）、新星状変光星（NL）、超新星（SN）、矮新星（UG）、アンドロメダ座Z型（ZAND）に細分類される。恒星の一生を終えるときに引き起こす大爆発により発生するSN型を除けば、白色矮星と赤色星が回りあっている近接連星系で起きる爆発的な増光であるといえる。また、SN型でもIa型の超新星は近接連星系で起こる。

### 食変光星（食連星）
複数の星が引力を及ぼし合って、共通重心を回っている天体を連星というが、連星の軌道面が地球と連星を結んだ直線を含む平面上に存在する場合、星が隠れたり表れたりすることで見かけ上の光度が変わり、変光星として観測される。これが食変光星である。

### X線変光星
X線変光星は、X線源のうちX線の強さが変化するもの。眼視観測・写真観測・光電測光にかかわらず可視光での観測には適さない。

### その他の変光星
2013年、スイス・ジュネーブ天文台の天文チームは、ケンタウルス座にある散開星団NGC 3766にある36個の恒星が、2時間から20時間の間隔で、光度にして0.1%という僅かな明るさの変化を確認したと発表した。研究チームは、現行の星の等級に適合しない新種の変光星であると主張している。

## 変光星の観測方法
変光星の観測方法としては、眼視観測、写真観測、冷却CCD観測、光電測光の4種類があり、特に初心者向けの観測方法である眼視観測は「比例法」と「光階法」の2種類がある。
比例法では、まず観測する変光星より少し明るく見える星と少し暗く見える星の2つを基準星（比較星）としてとる。この時、基準星が変光星だったりした場合、観測の意味がなくなるので注意する必要がある。また、2つの基準星の明るさの差は1.0等以内であるのが望ましいとされ、さらに、赤っぽい星は誤差の原因となるため避けたほうがよいと言われる。先入観を避けるため、予め基準星の明るさを調べておく必要は無い。基準星をとったら、2つの基準星の明るさの差を目分量で10等分し、さらに変光星の明るさがそのどこに当てはまるかを考える。明るい基準星の明るさをa、暗い基準星の明るさをb、変光星の明るさをvとして、ちょうど変光星がその中間の明るさなら a 5 v 5 b 、 どちらかといえば a に近いなら a 3 v 7 b や a 1 v 9 b 、b に近いなら a 6 v 4 b や a 8 v 2 b などというように記録する。最初のうちは、3等分や5等分で考えても良い。観測が終わったら、基準星のそれぞれの明るさを調べ、変光星の明るさを計算する。例えば、aの明るさが6.83等、bの明るさが7.52等であり、a 3 v 7 b と観測したのであれば、変光星の明るさは、6.83 * (10-3)/10 + 7.52 * (10-7)/10 = 6.83 * 0.7 + 7.52 * 0.3 =  4.781 + 2.256 = 7.037 ≒ 7.0 等級となる。この方式は、簡単なため初心者にもすぐにできるという長所があるが、比較星を2つ探すのが難しい、比較星と観測する星が双眼鏡や望遠鏡の同一視野に収まらないことがある、精度がある程度以上に高くならないなどの欠点がある。
光階法では、自分が見分けられる最小の等級差（1光階）の値を用いる。これには、以下のような基準を用いる。
- 0光階 - 何回比べてもまったく同じ明るさに見える。
- 1光階 - ほとんど同じ明るさに見えるが、何回か比べると時々片方が明るく見えることがある。
- 2光階 - 片方が明るく見えることが多いが、何回か比べると時々同じに見える。
- 3光階 - 一方がやや明るく見える。
- 4光階 - 一方が明るく見えるが、差はあまり大きくない。
- 5光階 - 一方がかなり明るく見える。

人によって、熟練度、機材、視力、その日の体調などが関係し、1光階の値が異なるため、予め光度の分かっている星で光階法の測定を行い、自分の1光階の値を確認しておく。すると、基準星と変光星との光階差、基準星の明るさを用いて、変光星の明るさを測定することができる。なお、1光階の値は、初心者で0.2等級、熟練者で0.08等級前後と言われている。この方法の長所として、基準星が一つで済むこと、慣れると高い精度の観測ができることがあるが、短所としては、やや難しいことと、時々自分の1光階の値を確認する必要があることなどがある。

## 変光星観測者の団体
日本の変光星観測者団体としては、日本天文研究会（日天研）、日本変光星研究会（日変研）、東亜天文学会（OAA）変光星課、日本アマチュア光電観測者協会（JAPOA）等があげられる。このうち日天研とOAAは総合的な天文同好会であり、JAPOAは光電観測者限定の団体である。日変研は2013年現在変光星観測の中心となっている会であり、この4団体から構成されるのが日本変光星観測者連盟（VSOLJ）である。
日本以外の変光星観測者団体としては、アメリカ合衆国にあるアメリカ変光星観測者協会等がある。